# Banski Moravci
Banski Moravci – wieś w Chorwacji, w żupanii karlowackiej, w mieście Karlovac. W 2011 roku liczyła 68 mieszkańców.